# باشگاه فوتبال تاو لاو تاون
باشگاه فوتبال تاو لاو تاون (به انگلیسی: Tow Law Town Association Football Club) یک باشگاه فوتبال در شهر تاو لاو، کشور انگلستان است که در سال ۱۸۹۰ میلادی تأسیس شده است.